# Kärrskördemus
Kärrskördemus (Reithrodontomys raviventris) är en däggdjursart som beskrevs av Dixon 1908. Kärrskördemusen ingår i släktet skördemöss och familjen hamsterartade gnagare. Internationella naturvårdsunionen (IUCN) kategoriserar arten globalt som starkt hotad. Inga underarter finns listade.
Arten når en kroppslängd (huvud och bål) av 6,2 till 8,0 cm, en svanslängd av 5,6 till 9,5 cm och en vikt av 8 till 15 g. Bakfötterna är lite längre än 2 cm. Ovansidans päls bildas av kanelfärgade och svarta hår vad som ger ett spräckligt utseende. En orangebrun strimma skiljer ovansidan från den ljusbruna till vita undersidan. Där de svarta öronen träffar huvudet förekommer tofsar men bruna hår.
Denna skördemus förekommer i USA i Kalifornien kring San Francisco Bay. Arten vistas där i marskland med brackigt vatten. Typisk för regionen är amarantväxter av släktet Atriplex. Födan utgörs av olika växtdelar som gräs och frön. Individerna är vanligen aktiva på natten och de syns ibland på dagen. Beroende på population föds en eller fler kullar per år med 3 till 4 ungar. Fortplantningstiden sträcker sig från mars till november.